# Fusiturricula andrei
Fusiturricula andrei é uma espécie de gastrópode do gênero Fusiturricula, pertencente a família Drilliidae.